# Presse à New York
La Presse new-yorkaise toujours en effervescence, et à l'occasion rebelle, n'a cessé depuis près de trois siècles de jouer un rôle crucial dans les transformations politiques et sociales de la nation. C'est un imprimeur New-yorkais qui livra avec succès, en 1735, l'une des premières batailles pour la liberté de la presse. Dès la seconde moitié du XIXe siècle, la ville où sont aujourd'hui publiés quelque soixante-deux journaux et un quart des magazines diffusés aux États-Unis devint le centre incontesté de la presse américaine.

## Principaux événements historiques
Le procès Zenger. L’acquittement, en 1735, du rédacteur John Peter Zenger, accusé d'avoir lancé dans son journal hebdomadaire, le New York Weekly Journal, des attaques "venimeuses, calomnieuses et séditieuses" contre le gouvernement britannique, fut un élément déterminant de l'affirmation dans la colonie d'un principe essentiel de la liberté de la presse : le droit de critiquer les autorités gouvernementales.
En 1827, le Freedom's Journal est le premier journal publié par des Afro-Américains aux États-Unis.
Le Yellow Journal.  Vers 1890, la presse à sensation connut un essor foudroyant, ce qui provoqua une compétition acharnée entre William Hearst, du New York Journal et Joseph Pulitzer, du New York World. On appela ce nouveau journalisme, qui faisait la part belle au scandale, au sexe et à la violence, Yellow Journalism, par référence au « Yellow Kid », célèbre héros de bande dessinée du New York World qui évoluait dans le petit monde des tenement (logement modestes).
Les Muckrakers. Au tout début du XXe siècle, des revues, dont, celle de McClure’s dénonçait les maux de la société. Faisant allusion à un personnage du Pilgrim’s Progress, Theodore Roosevelt surnommait leurs journalistes muckrakers (« fouille-merde »). Leurs articles, exposant entre autres sujets les conditions de travail des ouvriers, influencèrent le programme du Parti progressiste et la mise en œuvre de réformes dans les domaines urbain et industriel.
The New Yorker. Depuis les années 1920, cet hebdomadaire urbain et intellectuel s’intéresse à l’actualité culturelle, social, et politique. Il compte parmi ses collaborateurs des écrivains aussi renommés que Dorothy Parker, John McPhee, John Updike ou Milan Kundera, ainsi que des artistes et dessinateurs comme Saul Steinberg ou Jean-Jacques Sempé
The New York Times. Fondé en 1851, c’est le quotidien de référence de la nation depuis la seconde guerre mondiale. Son tirage tourne autour du million d’exemplaires en semaine et  double le dimanche. En 1967, l’édition internationale du New York Times fusionne avec celle du New York Herald Tribune et du Washington Post pour former l’International Herald Tribune.

## Les principaux journaux

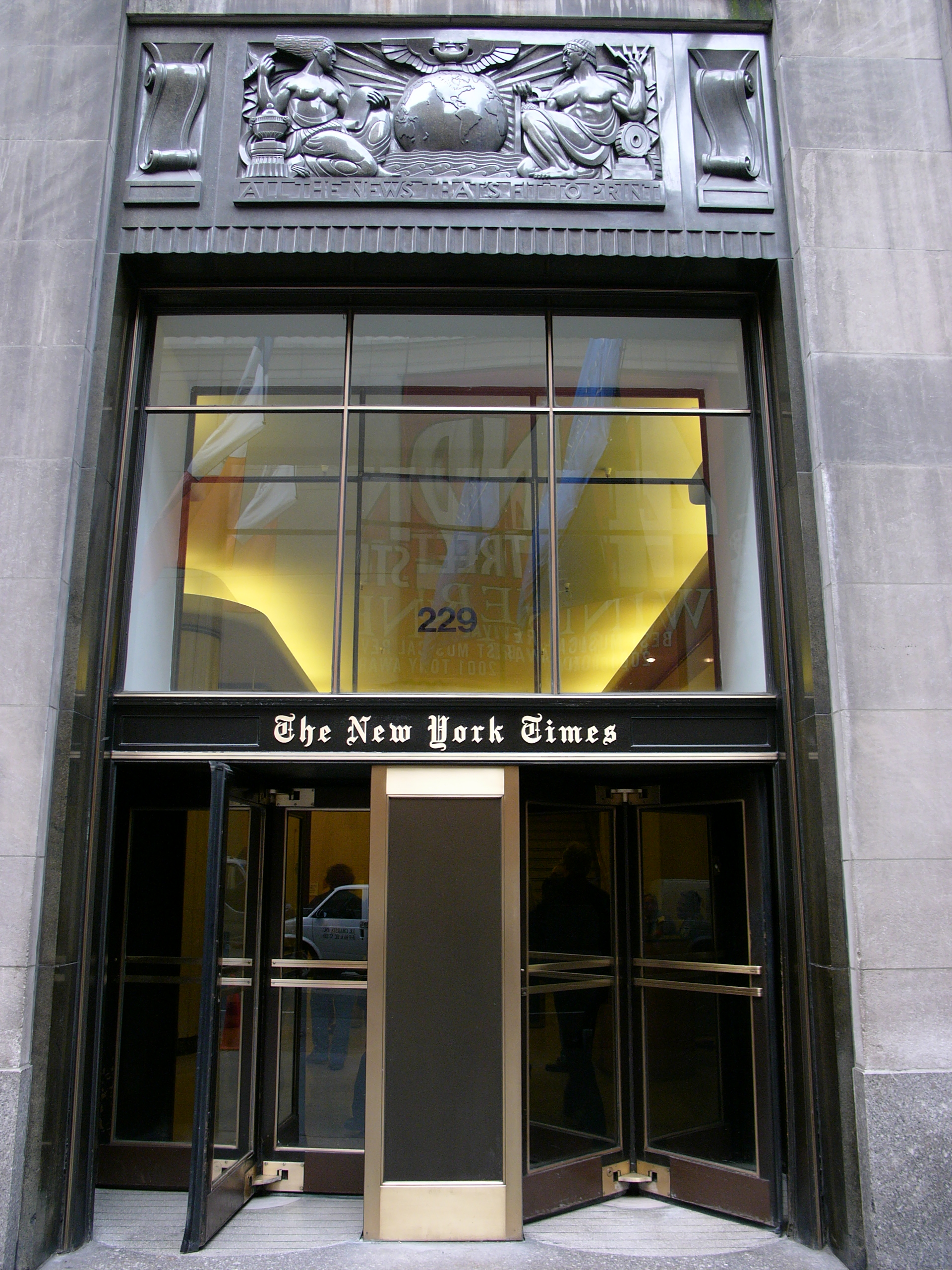
Le siège du New York Times

| - AM New York (quotidien gratuit) - Metro (quotidien) - New York Sun (quotidien) - New York Daily News (quotidien) - New York Times (quotidien) - New York Post (quotidien) - Foreign Affairs (bimestriel) - New York Press (hebdomadaire) - Newsday (quotidien) | - Newsweek - Staten Island Advance (quotidien) - Time Out NY (hebdomadaire) - Village Voice (hebdomadaire gratuit) - First Things (mensuel), revue newyorkaise chrétienne - The New Yorker (40 parutions par an) - Harper's Magazine (mensuel) - BIGNews (mensuel) - Street News (toutes les six semaines) |